# 944.
◄ | 9. stoljeće | 10. stoljeće | 11. stoljeće | ►
◄ | 910-ih | 920-ih | 930-ih | 940-ih | 950-ih | 960-ih | 970-ih | ►
◄◄ | ◄ | 941. | 942. | 943. | 944. | 945. | 946. | 947. | ► | ►►
Astronomija • Knjige • Književnost • Kršćanstvo • Pravo • Promet

## Događaji
- Kralj Buluggin ibn Ziri osnovijo grad Alžir

## Vanjske poveznice
|  | Zajednički poslužitelj ima još gradiva o temi 944. |